# Jaguar Racing
Jaguar Racing este o echipă britanică de curse auto deținută de Jaguar Land Rover. În prezent, concurează în Formula E sub numele de Jaguar TCS Racing, ca urmare a parteneriatului cu Tata Consultancy Services.
Fondată pe bazele fostei echipe Stewart Grand Prix, care a concurat în campionatul mondial din 1997 până în 1999, și susținută de producătorul american de automobile Ford, echipa a participat în Campionatul Mondial de Formula 1 din 2000 până în 2004. În cinci sezoane și 85 de Mari Premii, Jaguar Racing a acumulat un total de 49 de puncte, a obținut două podiumuri (datorită celor două locuri trei ale lui Eddie Irvine la Monaco în 2001 și la Monza în 2002) și a preluat conducerea într-o cursă de două ori. Cel mai bun rezultat pentru Jaguar a fost locul șapte în campionatul mondial al constructorilor din 2002, 2003 și 2004.

## Istoric
Jaguar Racing a fost formată din achiziționarea de către Ford a echipei Stewart Grand Prix de Formula 1 a lui Jackie Stewart în iunie 1999. La 14 septembrie 1999, Ford a redenumit echipa ca parte a operațiunilor sale globale de marketing pentru a-și promova marca de mașini premium Jaguar. În ciuda acestui brand, ei au continuat să folosească motoarele Ford Cosworth în mașini, iar echipa a servit drept echipă oficială de uzină Ford în Formula 1. Echipa i-a avut pe următorii piloți de-a lungul participării sale în Campionatul Mondial: Eddie Irvine din 2000 până în 2002, Johnny Herbert în 2000, Luciano Burti pentru câteva curse în 2001 și Marele Premiu al Austriei din 2000, Pedro de la Rosa în 2001 și 2002, Antônio Pizzonia în 2003 până la Hockenheim, Mark Webber în 2003 și 2004, Justin Wilson de la Hockenheim până la sfârșitul anului 2003 și Christian Klien în 2004.

### Sezonul 2000

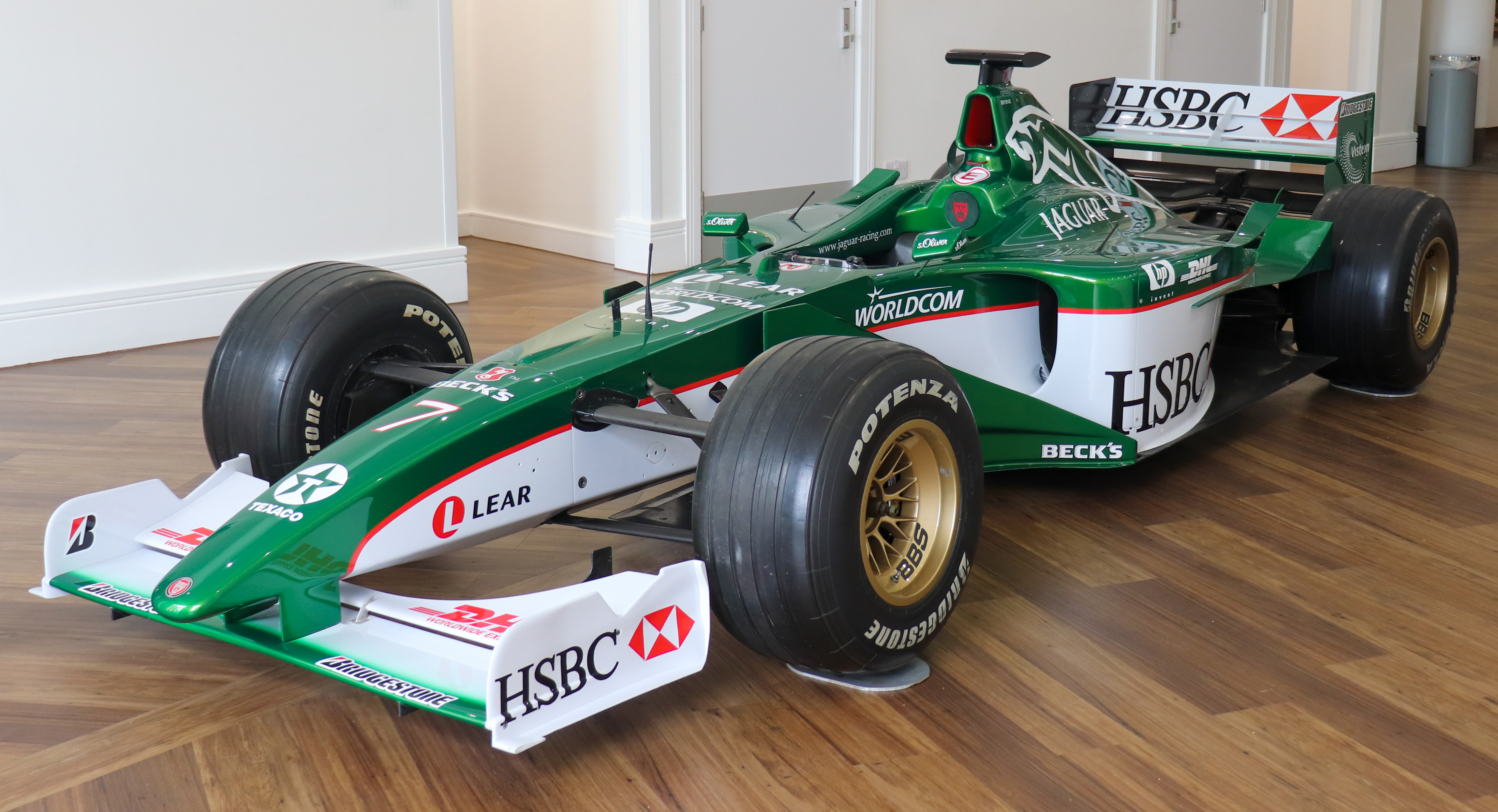
Monopostul R1 cu care Jaguar a concurat în sezonul.

Echipa a fost condusă în 2000 de către Wolfgang Reitzle, care era atunci șeful Ford Premier Automotive Group. Finanțarea suplimentară și publicitatea aduse de a deveni propria echipă Ford au fost evidente încă din prima cursă a anului. Echipa l-a semnat pe vicecampionatul mondial din 1999, Eddie Irvine, pentru a fi partener cu fostul pilot de la Stewart, Johnny Herbert. Totuși, echipa nu a atins nici măcar rezultatele pe care Stewart a reușit să le obțină în 1999. Jaguar a terminat pe locul nouă în Campionatul Constructorilor, doar înaintea echipelor Minardi și Prost, care nu au reușit să marcheze niciun punct.

### Sezonul 2001
Reitzle a demisionat și a fost înlocuit de campionul american de curse și proprietarul de succes Bobby Rahal pentru 2001. Rezultatele nu s-au îmbunătățit, iar numirea triplului campion mondial de F1 Niki Lauda la mijlocul anului nu a ajutat moralul echipei. O încercare eșuată de a-l aduce pe fostul director tehnic al McLaren, Adrian Newey, la Jaguar, a destabilizat și mai mult echipa, iar conflictul dintre Rahal și Lauda a dus la demisia lui Rahal. Punctul culminant al sezonului a fost însă Irvine care a marcat primul podium al echipei la Monaco, terminând pe locul al treilea. Acest lucru i-a permis lui Jaguar să termine pe locul opt în Campionatul Constructorilor.

### Sezonul 2002

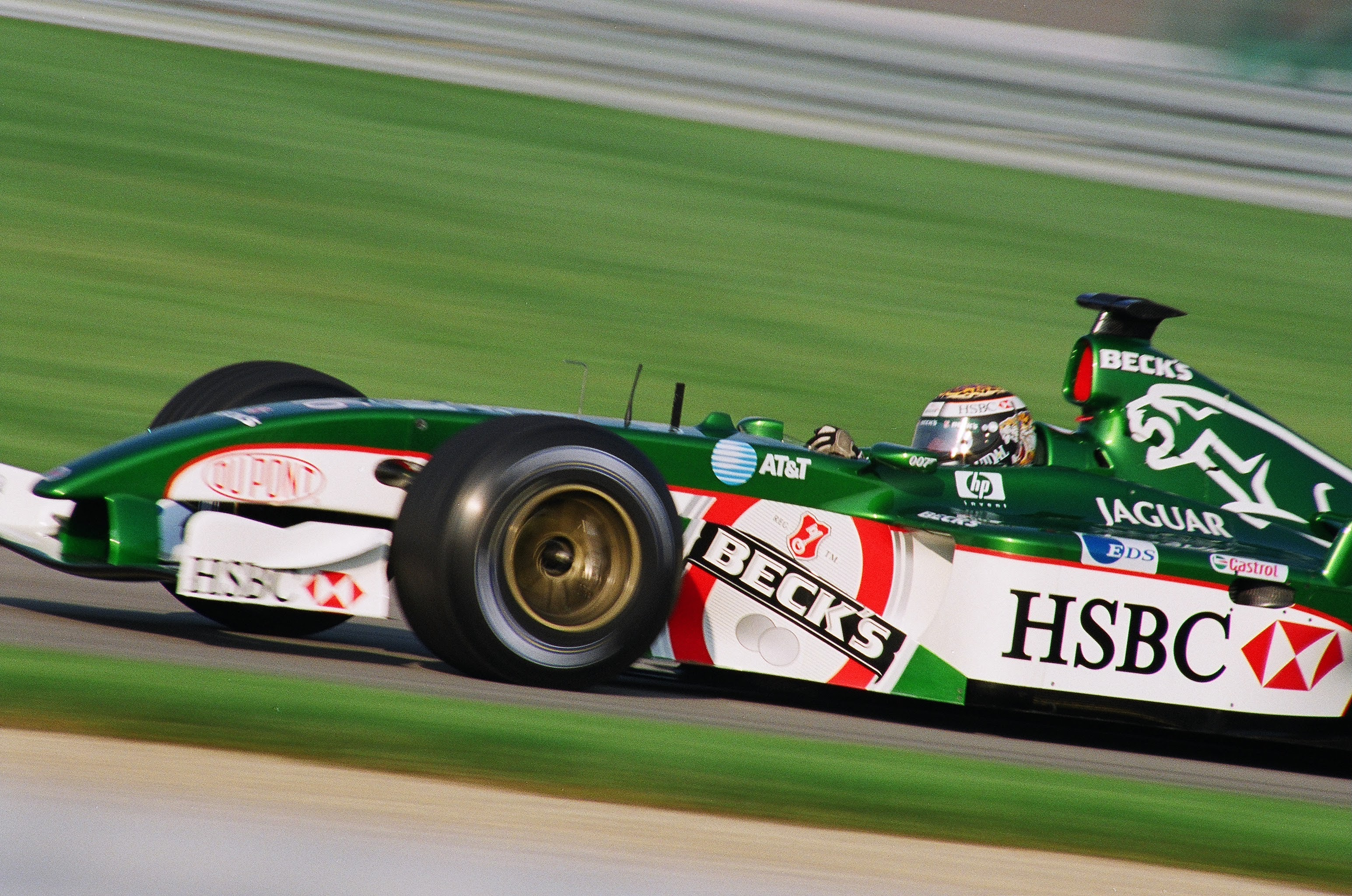
Eddie Irvine în.

2002 a fost și mai rău sub conducerea lui Lauda, echipa având din nou doar o singură performanță notabilă în cursul anului. Consiliul de administrație Ford începea să aibă probleme majore cu costurile și beneficiile conducerii echipei în Formula 1, mai ales că nu prezenta marca companiei-mamă. Irvine a obținut încă un loc trei, de data aceasta la Monza, care s-a dovedit a fi în cele din urmă ultimul podium pentru Jaguar în acest sport. Jaguar avea să-și îmbunătățească din nou clasarea în Campionatul Constructorilor, de data aceasta terminând pe locul șapte.

### Sezonul 2003

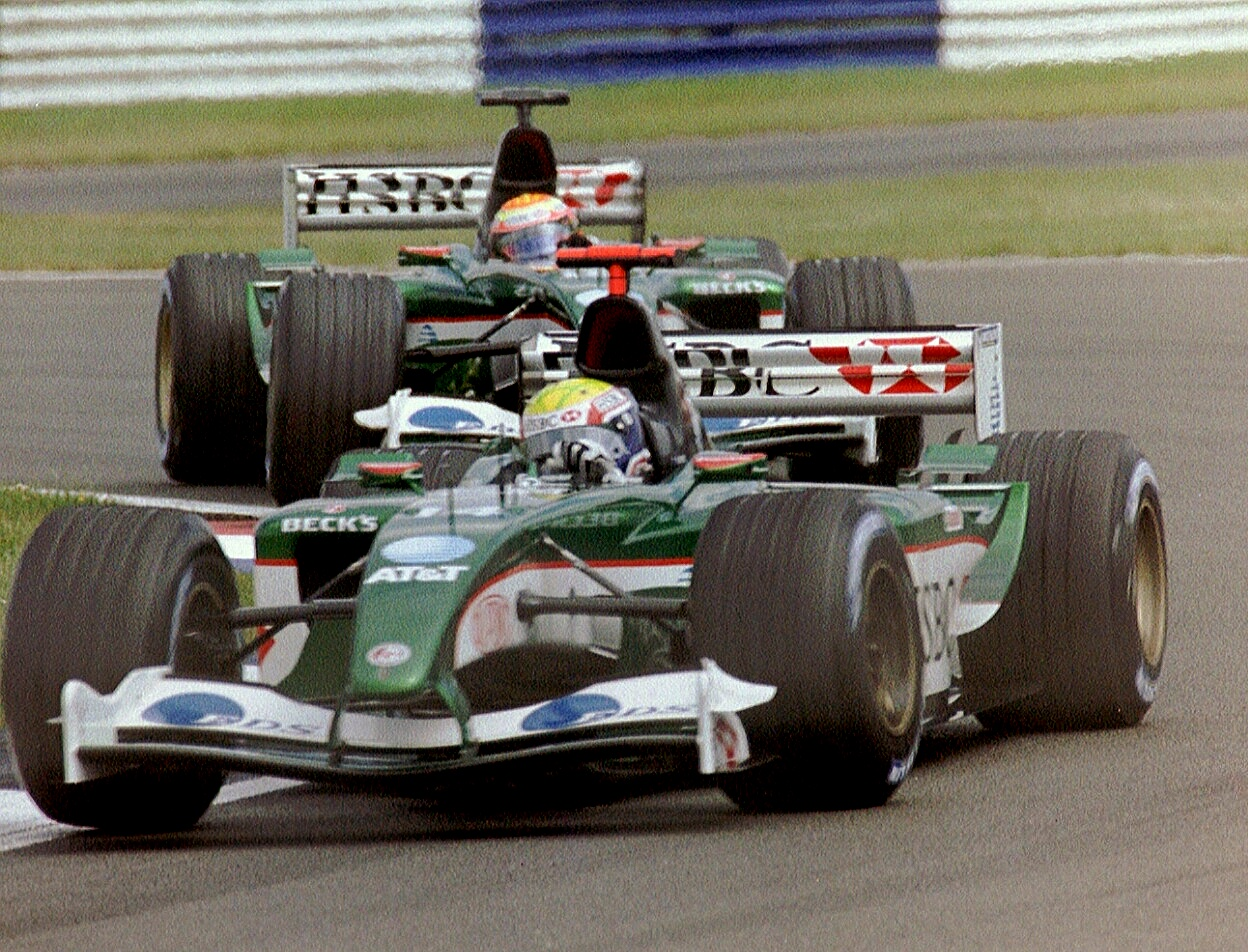
Mark Webber, urmat de Antônio Pizzonia în.

Finanțarea a fost redusă pentru 2003. Lauda și alți 70 de angajați au fost disponibilizați și a fost acordat un termen de 2 ani pentru a arăta posibilele beneficii. 2003 a cunoscut o îmbunătățire a formei pentru echipa condusă de John Hogan, deoarece a beneficiat de un management bun și de o utilizare mai eficientă a resurselor (în special, folosind un tunel de vânt în apropierea fabricii comparativ cu unul din California). O nouă linie de piloți formată din Mark Webber și Antônio Pizzonia (care a fost înlocuit ulterior de Justin Wilson) a condus echipa spre locul șapte în Campionatul Constructorilor.

### Sezonul 2004

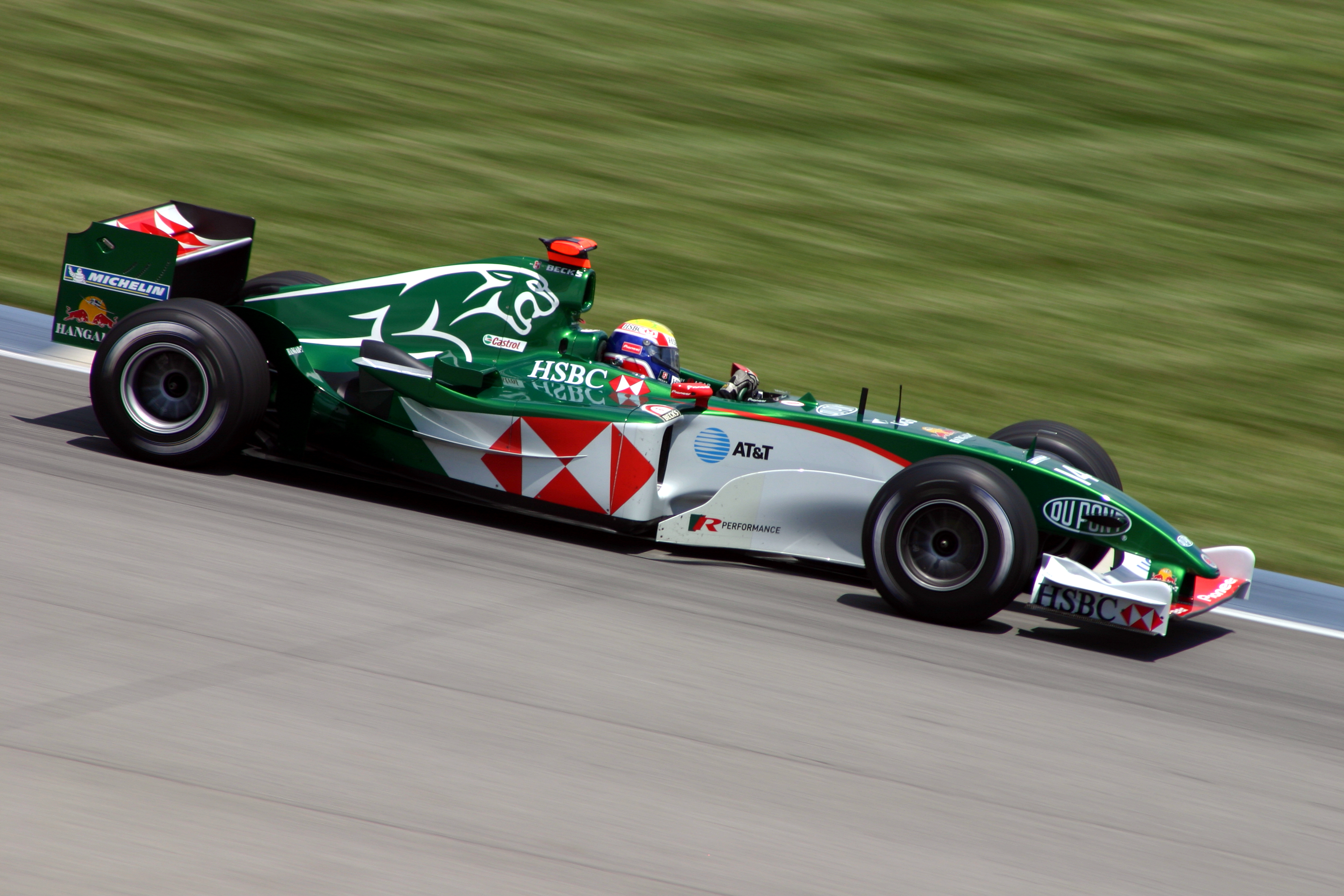
Mark Webber în.

În ultimul sezon al lui Jaguar, echipa a avut parte de publicitate atunci când doi mecanici ai echipei, după ce au câștigat un măgar gonflabil din filmul Shrek dintr-un cadou de pe o doză de suc, l-au fotografiat în jurul padocului la mai multe curse și au creat un site web pentru imagini. După Marele Premiu al Braziliei din 2004, Bernie Ecclestone, Max Mosley, o mare parte din conducerea acestui sport și fiecare pilot, cu excepția lui Michael Schumacher, au semnat măgarul, iar mecanicii și-au anunțat intenția de a-l licita pe eBay și de a dona veniturile unor organizații de caritate. Pentru Marele Premiu al Principatului Monaco din 2004, mașinile Jaguar au fost echipate cu conuri de nas nou-proiectate pentru a promova filmul Ocean's Twelve. Diamantele Grupului Steinmetz în valoare de peste 250.000 USD au fost atașate la nasul fiecărei mașini, dintre care unul ar fi dispărut după accidentul din primul tur al lui Christian Klien. 2004 a văzut o stabilizare a rezultatelor, dar echipa nu a putut contesta pentru puncte în mod constant. Jaguar avea să termine pe locul șapte în Campionatul Constructorilor, pentru al treilea an consecutiv.
Compania-mamă Ford a emis un ultimatum politicos ca parte a reducerii implicării în sport la nivel internațional. Deoarece Jaguar nu a făcut publicitate mărcii de bază Ford, a existat puțină restituire a valorii din suma enormă de bani investită. Ford a ales să vândă operațiunea aproape de sfârșitul anului 2004, în ciuda unor performanțe mai consistente în ultimii doi ani, deoarece compania dorea să se concentreze pe operațiunile Campionatului Mondial de Raliuri din sectorul sporturilor cu motor internațional și, astfel, Ford a lipsit din cursele internaționale de automobile rutiere timp de 11 ani până la întoarcerea sa în 2016. La mijlocul lunii noiembrie 2004, compania de băuturi energizante Red Bull a confirmat că a cumpărat echipa Formula 1 Jaguar de la Ford. Noua echipă, numită Red Bull Racing, a folosit pentru primul său sezon, 2005, șasiul și motorul pe care le-a pregătit Jaguar să le folosească ea însăși dacă ar fi continuat în sport.

## Formula E
Zvonurile despre o posibilă intrare în Formula E pentru Jaguar au datat din vara lui 2015. Intențiile lui Jaguar de a intra în Formula E au fost dezvăluite oficial în decembrie acelui an. Spre deosebire de campania sa din Formula 1, echipa urma să intre în serie ca producător, dezvoltându-și propriul motor. Jaguar și-a făcut debutul în cel de-al treilea sezon de Formula E, înlocuind echipa Trulli GP.

## Palmares în Formula 1
| Legendă      | Legendă                                                |
| Culoare      | Rezultat                                               |
| ------------ | ------------------------------------------------------ |
| Auriu        | Câștigător                                             |
| Argintiu     | Locul 2                                                |
| Bronz        | Locul 3                                                |
| Verde        | Alte locuri care punctează                             |
| Albastru     | Alte locuri                                            |
| Albastru     | Nu s-a clasat, dar a terminat cursa (NC)               |
| Purpuriu     | A abandonat cursa (Ab)                                 |
| Negru        | Descalificat (DSC)                                     |
| Alb          | Nu a luat startul (NS)                                 |
| Roșu         | Nu s-a calificat (NSC)                                 |
| Fără culoare | Retras înainte de calificări (Ret)                     |
| Fără culoare | Exclus (EX)                                            |
| Fără culoare | Nu a participat (celulă goală)                         |
| Adnotare     | Însemnătate                                            |
| P            | Pole position                                          |
| R            | Cel mai rapid tur                                      |
| *            | Nu a terminat, dar a parcurs mai mult de 90% din cursă |

| Sezon  | Șasiu  | Motor                                       | Pneu | Piloți           | 1   | 2   | 3   | 4   | 5   | 6   | 7   | 8   | 9   | 10  | 11  | 12  | 13  | 14  | 15  | 16  | 17  | 18  | Poz. | Pct. |
| ------ | ------ | ------------------------------------------- | ---- | ---------------- | --- | --- | --- | --- | --- | --- | --- | --- | --- | --- | --- | --- | --- | --- | --- | --- | --- | --- | ---- | ---- |
| 2000   | R1     | Cosworth CR-2 3,0 V10                       | B    |                  | AUS | BRA | SMR | GBR | ESP | EUR | MCO | CAN | FRA | AUT | DEU | HUN | BEL | ITA | USA | JPN | MYS | N/A | 4    | 9    |
| 2000   | R1     | Cosworth CR-2 3,0 V10                       | B    | Eddie Irvine     | Ab  | Ab  | 7   | 13  | 11  | Ab  | 4   | 13  | 13  | Ret | 10  | 8   | 10  | Ab  | 7   | 8   | 6   | N/A | 4    | 9    |
| 2000   | R1     | Cosworth CR-2 3,0 V10                       | B    | Luciano Burti    |     |     |     |     |     |     |     |     |     | 11  |     |     |     |     |     |     |     | N/A | 4    | 9    |
| 2000   | R1     | Cosworth CR-2 3,0 V10                       | B    | Johnny Herbert   | Ab  | Ab  | 10  | 12  | 13  | 11* | 9   | Ab  | Ab  | 7   | Ab  | Ab  | 8   | Ab  | 11  | 7   | Ab  | N/A | 4    | 9    |
| 2001   | R2     | Cosworth CR-3 3,0 V10                       | M    |                  | AUS | MYS | BRA | SMR | ESP | AUT | MCO | CAN | EUR | FRA | GBR | DEU | HUN | BEL | ITA | USA | JPN | N/A | 9    | 8    |
| 2001   | R2     | Cosworth CR-3 3,0 V10                       | M    | Eddie Irvine     | 11  | Ab  | Ab  | Ab  | Ab  | 7   | 3   | Ab  | 7   | Ab  | 9   | Ab  | Ab  | NS  | Ab  | 5   | Ab  | N/A | 9    | 8    |
| 2001   | R2     | Cosworth CR-3 3,0 V10                       | M    | Luciano Burti    | 8   | 10  | Ab  | 11  |     |     |     |     |     |     |     |     |     |     |     |     |     | N/A | 9    | 8    |
| 2001   | R2     | Cosworth CR-3 3,0 V10                       | M    | Pedro de la Rosa |     |     |     |     | Ab  | Ab  | Ab  | 6   | 8   | 14  | 12  | Ab  | 11  | Ab  | 5   | 12  | Ab  | N/A | 9    | 8    |
| 2002   | R3 R3B | Cosworth CR-3 3,0 V10 Cosworth CR-4 3,0 V10 | M    |                  | AUS | MYS | BRA | SMR | ESP | AUT | MCO | CAN | EUR | GBR | FRA | DEU | HUN | BEL | ITA | USA | JPN | N/A | 8    | 7    |
| 2002   | R3 R3B | Cosworth CR-3 3,0 V10 Cosworth CR-4 3,0 V10 | M    | Eddie Irvine     | 4   | Ab  | 7   | Ab  | Ab  | Ab  | 9   | Ab  | Ab  | Ab  | Ab  | Ab  | Ab  | 6   | 3   | 10  | 9   | N/A | 8    | 7    |
| 2002   | R3 R3B | Cosworth CR-3 3,0 V10 Cosworth CR-4 3,0 V10 | M    | Pedro de la Rosa | 8   | 10  | 8   | Ab  | Ab  | Ab  | 10  | Ab  | 11  | 11  | 9   | Ab  | 13  | Ab  | Ab  | Ab  | Ab  | N/A | 8    | 7    |
| 2003   | R4     | Cosworth CR-5 3,0 V10                       | M    |                  | AUS | MYS | BRA | SMR | ESP | AUT | MCO | CAN | EUR | FRA | GBR | DEU | HUN | ITA | USA | JPN | N/A | N/A | 18   | 7    |
| 2003   | R4     | Cosworth CR-5 3,0 V10                       | M    | Mark Webber      | Ab  | Ab  | 9*  | Ab  | 7   | 7   | Ab  | 7   | 6   | 6   | 14  | 11* | 6   | 7   | Ab  | 11  |     |     | 18   | 7    |
| 2003   | R4     | Cosworth CR-5 3,0 V10                       | M    | Antônio Pizzonia | 13* | Ab  | Ab  | 14  | Ab  | 9   | Ab  | 10* | 10  | 10  | Ab  |     |     |     |     |     |     |     | 18   | 7    |
| 2003   | R4     | Cosworth CR-5 3,0 V10                       | M    | Justin Wilson    |     |     |     |     |     |     |     |     |     |     |     | Ab  | Ab  | Ab  | 8   | 13  |     |     | 18   | 7    |
| 2004   | R5 R5B | Cosworth CR-6 3,0 V10                       | M    |                  | AUS | MYS | BHR | SMR | ESP | MCO | EUR | CAN | USA | FRA | GBR | DEU | HUN | BEL | ITA | CHN | JPN | BRA | 10   | 7    |
| 2004   | R5 R5B | Cosworth CR-6 3,0 V10                       | M    | Mark Webber      | Ab  | Ab  | 8   | 13  | 12  | Ab  | 7   | Ab  | Ab  | 9   | 8   | 6   | 10  | Ab  | 9   | 10  | Ab  | Ab  | 10   | 7    |
| 2004   | R5 R5B | Cosworth CR-6 3,0 V10                       | M    | Christian Klien  | 11  | 10  | 14  | 14  | Ab  | Ab  | 12  | 9   | Ab  | 11  | 14  | 10  | 13  | 6   | 13  | Ab  | 12  | 14  | 10   | 7    |
| Sursa: |        |                                             |      |                  |     |     |     |     |     |     |     |     |     |     |     |     |     |     |     |     |     |     |      |      |